# Vraneši (Republika Serbska)
Vraneši (cyr. Вранеши) – wieś w Bośni i Hercegowinie, w Republice Serbskiej, w mieście Sarajewo Wschodnie, w gminie Sokolac. W 2013 roku liczyła 41 mieszkańców.